# چارلز هاروارد ولوم
چارلز هاروارد ولوم (به انگلیسی: Howard Vollum) (زاده ۳۱ می ۱۹۱۳ میلادی  مرگ ۵ فوریه ۱۹۸۶) یک مهندس، دانشمند، و خیر آمریکایی در اورگان، ایالات متحده آمریکا بود. او از بنیانگذاران شرکت تکتونیکس بود، و موسسه ولوم را وقف کرد.

## مقدمه
هوارد ولوم در۳۱ مه ۱۹۱۳ در پورتلند، اورگان متولد شد،. او در سالهای ۱۹۳۱-۱۹۳۳ در دانشگاه کاتولیک پورتلند کلمبیا (در حال حاضر دانشگاه پورتلند)حضور داشت، اما در سال ۱۹۳۴ به کالج رید رفت، که در آن در سال ۱۹۳۶ مدرک لیسانس هنر در فیزیک را دریافت کرد. پایان‌نامه کارشناسی او ایجاد نوع جدیدی از اسیلوسکوپ اشعه کاتدی بود.
پس از فارغ التحصیلی از دانشگاه چندین سال به تعمیر و نگهداری رادیو و کار با دستگاه‌های الکتریکی پرداخت. از ۱۹۴۰ تا ۱۹۴۱ سرپرست پروژه رادیو NYA در پورتلند بود. او از ۱۹۴۲ تا ۱۹۴۶ در ارتش آمریکا، بخش مخابرات در انگلیس و نیوجرسی روی کنترل رادار کار کرد. بعداً جایزهٔ لژیون افتخاری را برای این کار دریافت کرد. او در سال ۱۹۷۳ مدال هوارد پاتس موسسهٔ فرانکلین را دریافت کرد.